# Statue National Museum Karatschi 50.852

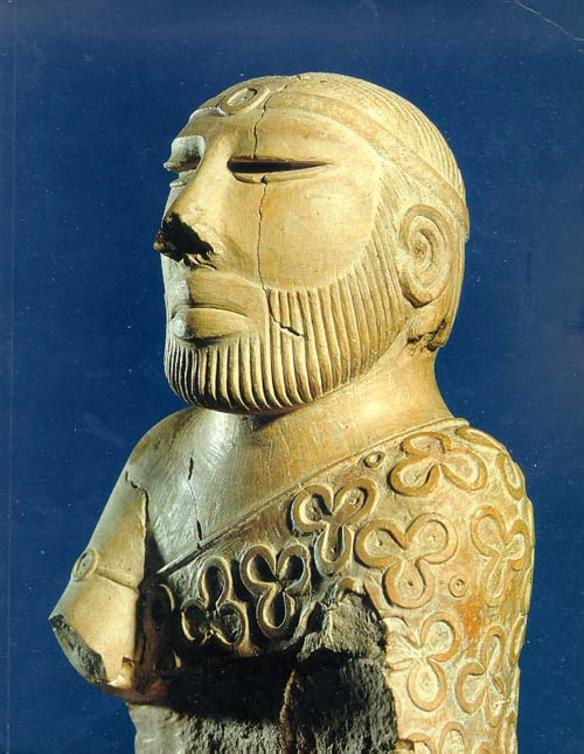
Statue des Priesterkönigs

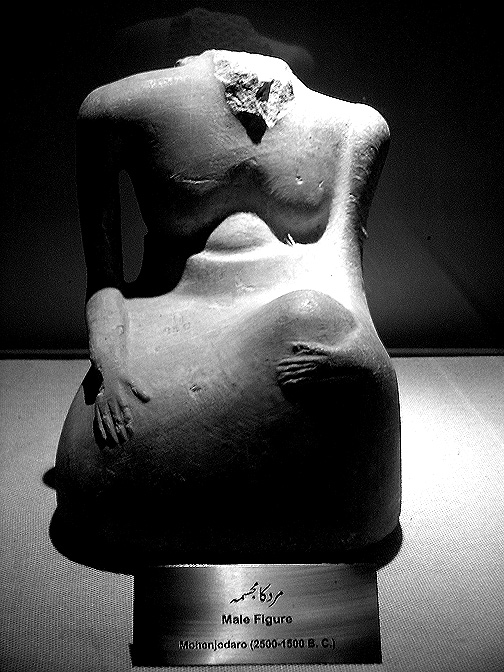
Statue eines sitzenden Mannes aus Mohenjo-Daro

Die Statue National Museum Karatschi 50.852, auch oft als Priesterkönig bezeichnet, wurde in Mohenjo-Daro gefunden. Sie ist 17,5 cm hoch erhalten und etwa 11 cm breit. Das Werk ist aus Steatit gefertigt. Der untere Teil der Statue fehlt, sodass es sich heute nur noch um eine Büste handelt. Die Figur gilt als Hauptkunstwerk der Indus-Kultur (2800–1800 v. Chr.) und wird immer wieder im Kontext mit dieser Kultur dargestellt.
Die Statue zeigt einen bärtigen Mann, wobei die Oberlippe rasiert ist. Die Lippen sind breit. Die Augen sind schmal, die Nase ist lang und zum Teil weggebrochen. Die Ohren erinnern an Muscheln. An jeder Seite des Halses befindet sich ein Loch, worin vielleicht eine Kette befestigt war. Die Stirn ist unnatürlich schmal und mit einem Stirnband dekoriert. Der Dargestellte trägt einen mit kleeblattförmigem Muster verzierten Umhang. Die Ornamente auf dem Gewand waren einst mit einer roten Paste ausgefüllt. Die heute leeren Augen waren einst mit Muscheleinlagen eingelegt. Bei der Auffindung befand sich in einem Auge noch eine Muscheleinlage. Der Hinterkopf ist sauber poliert und abgeschrägt. Vielleicht war hier eine Kopfbedeckung aus anderen Material angebracht.
Die Statue wurde 1927 von K. N. Diskshit in der Unterstadt von Mohenjo-Daro, in Kammer 1, in Block 2 in einen Kontext, der auf die späte Phase der Indus-Kultur deutet, gefunden. Die Figur gehört zu einer Gruppe von sechs weiteren Skulpturen aus der Stadt, die jeweils einen knienden Mann zeigen. Der rechte, unbedeckte Arm liegt auf dem rechten Bein, während die linke Hand teilweise vom Umhang bedeckt ist und das Knie umfasst. Alle Statuen kommen aus spätem Kontext. Der Priesterkönig wird sicherlich auch einst in derselben Pose dargestellt gewesen sein. Auf einem Silberpokal, der auf dem Kunstmarkt in Kabul sichergestellt wurde, sieht man diverse Männer in fast derselben Pose dargestellt. Auf dem Pokal finden sich auch Darstellungen von Ackerbau, was wiederum andeutet, dass die Männer sich bei einer Art Erntedankfest befinden.
Das Kleeblattmuster ist auch sonst in der Indus-Kultur, vor allem auf Perlen, belegt. Es ist auch aus Mesopotamien, Ägypten und Kreta bekannt und hatte in allen Ländern eine religiöse Bedeutung. Wheeler vermutet deshalb, dass hier ein Gott oder Priesterkönig dargestellt ist. Die Deutung als Priesterkönig ist jedoch sehr spekulativ und durch keinerlei Fakten beweisbar. Andere Deutungen sind auch möglich. So könnte es sich um die Statue eines Betenden handeln oder um Figuren, die in einem Ahnenkult benutzt wurden.